# Bernd Brehme
Bernd Brehme (* 8. Januar 1938) ist ein ehemaliger deutscher Fußballtrainer und -spieler. Er ist der Vater des Fußball-Weltmeisters von 1990, Andreas Brehme.

## Leben
Brehme spielte als Verteidiger für den SC Urania Hamburg und den HSV Barmbek-Uhlenhorst. Wegen seiner unerbittlichen Spielweise erhielt er den Spitznamen Eisenfuß. 1966 wurde er mit Barmbek-Uhlenhorst Meister der Landesliga Hamburg, dadurch gelang der Sprung in die Regionalliga, damals die zweithöchste bundesdeutsche Spielklasse. Auch dort spielte Brehme für Barmbek-Uhlenhorst.
Er war bei Barmbek-Uhlenhorst Co-Trainer unter Reinhold Ertel. Die Hamburger hatten durch einen fünften Platz in der Regionalliga-Saison 1973/74 den Sprung in die neugegründete 2. Fußball-Bundesliga geschafft. Ende Mai 1975 übernahm Brehme das Cheftraineramt beim Zweitligisten. Zu diesem Zeitpunkt stand Barmbek-Uhlenhorst bereits abgeschlagen am Tabellenende der Nordstaffel. Als er vor dem Auswärtsspiel beim FC Bayer 05 Uerdingen anstelle Ertels die Betreuung der Hamburger Mannschaft übertragen bekam, gab Brehme das Ziel aus, sich in den verbliebenen vier Punktspielen „sportlich vernünftig mit einer guten Leistung aus der 2. Liga“ zu verabschieden. Sämtliche vier Zweitligaspiele Barmbek-Uhlenhorsts unter Brehmes Leitung gingen verloren. Nach dem Zweitliga-Abstieg betreute Brehme die Mannschaft als hauptverantwortlicher Trainer anschließend bis 1980 in der Oberliga. In der Spielzeit 1977/78 führte er Barmbek/Uhlenhorst auf den fünften Oberliga-Tabellenplatz und damit als beste Hamburger Mannschaft dieser Spielklasse zur Teilnahme an der Deutschen Amateurmeisterschaft, in der man jedoch in der ersten Runde gegen die Eintracht Frankfurt Amateure ausschied. Als die Hamburger Brehmes Vertrag im Dezember 1978 um ein Jahr verlängerten, begründete der Vereinsvorsitzende, man arbeite mit dem Trainer weiter, „damit er die Früchte seiner hervorragenden Jugendarbeit selbst ernten kann“. Brehme kündigte seinen Vertrag bei Barmbek-Uhlenhorst Anfang Mai 1980, zuvor hatten sich mehrere seiner Spieler gegen eine weitere Zusammenarbeit mit ihm ausgesprochen. Nach Brehmes Weggang 1980 trat Uli Schulz seine Nachfolge als Trainer Barmbek/Uhlenhorsts an. Zur Saison 1980/81 übernahm Brehme das Traineramt beim Oberligisten Itzehoer SV. Ende Mai 1981 half er 43-jährig als Spieler beim von Personalnot geplagten HSV Barmbek-Uhlenhorst in der Oberliga aus.
Brehme förderte seinen Sohn Andreas in dessen Jugend als Trainer und legte dabei insbesondere Werte auf eine gute technische Ausbildung und Beidfüßigkeit. Zudem verrichtete er mit seinem Sohn Zusatzeinheiten, um ihn in seiner Entwicklung weiterzubringen. Eine Sonderbehandlung gegenüber seinen Mannschaftskameraden gab es für Andreas Brehme unter seinem Vater als Trainer laut dessen Aussage nicht. Der ebenfalls aus Hamburg-Barmbek stammende Sportjournalist und Fußballer Dieter Matz beschrieb Bernd Brehmes Förderung des Sohnes als „mitunter unglaublich hart“.
Ende der 1970er und Anfang der 1980er Jahre spielte Andreas Brehme in der Herren-Oberliga unter seinem Vater als Trainer. Neben seinem Sohn gehörte auch Joachim Philipkowski zu seinen Schützlingen, den Brehme als 17-Jährigen bei Barmbek-Uhlenhorst in der Oberliga einsetzte. 1978 wurden mit Sigmund Malek und Arthur Kreienbrinck zwei seiner Barmbek-Uhlenhorster Spieler von DFB-Trainer Erich Ribbeck in die bundesdeutsche Amateurnationalmannschaft berufen.
Später war Brehme unter anderem erneut Trainer von Barmbek-Uhlenhorst, er verließ den Verein 1987 in Richtung SC Urania Hamburg. Im weiteren Verlauf seiner Trainerkarriere war Brehme bei Croatia Hamburg, TuS Hamburg, Duvenstedter SV (ab Herbst 1993), TSV Sasel II und Hamburg Fatihspor tätig.
Er war Trainer der A-Jugend von Barmbek-Uhlenhorst, ehe er 2011 erneut Trainer des TuS Hamburg wurde. Mitte März 2012 gab er das Amt aus persönlichen Gründen ab.